# Боляско
Боля̀ско (на италиански: Bogliasco; на лигурски: Boggiasco, Боджаско) е малко пристанищно градче и община в Северна Италия, провинция Генуа, регион Лигурия. Разположено е на брега на Лигурско море, на лигурското Източно крайбрежие. Населението на общината е 4515 души (към 2011 г.).